# Manson (krater)
De Manson is een 35 km grote inslagkrater bij de Amerikaanse stad Manson, Iowa.
De krater ligt geheel verborgen onder een 90 meter dikke glaciale afzetting. Oorspronkelijk dacht men dat het een vulkanische structuur was. Pas in de jaren 60 ontdekten onderzoekers wat de Manson werkelijk was.
Over de ouderdom van de krater is nog een tijd onduidelijkheid geweest. Aanvankelijk gingen onderzoekers uit van 66 miljoen jaar. Dat maakte dat de krater wellicht in verband stond met het uitsterven van de dinosauriërs. In de jaren 90 leidde extra onderzoek tot een nieuwe schatting: 74 miljoen jaar. Bij ditzelfde onderzoek bleek de inslagstructuur van de krater uit een ringvormige gracht rond een centrale heuvel te bestaan.
Onderzoekers zijn het er over eens dat de inslag die de krater heeft veroorzaakt zeer verwoestend moet zijn geweest, en vrijwel alle leven tot op 1000 km afstand moet hebben uitgeroeid.